# Gora Dajkovaja
Gora Dajkovaja är en bergstopp i Antarktis. Den ligger i Östantarktis. Norge gör anspråk på området. Toppen på Gora Dajkovaja är 1 995 meter över havet, eller 630 meter över den omgivande terrängen. Bredden vid basen är 4,2 km.
Terrängen runt Gora Dajkovaja är kuperad österut, men västerut är den platt. Trakten är obefolkad. Det finns inga samhällen i närheten. 